# Patient Redois
Patient Honoré Pierre Yvon Redois, né le 16 mai 1925 à La Marne (Loire-Atlantique) et mort le 7 juin 1993 à Arles, est un prélat français de l'Église catholique romaine. Il est le premier évêque de Natitingou.

## Biographie

### Origines et études
Patient Redois est né à La Marne, dans le diocèse de Nantes le 16 mai 1925.  Il commence son cursus scolaire à l’école libre de La Marne. C'est en 1936 qu' il entre au petit séminaire des Naudières à Rezé. Il quitte le séminaire en 1944 avec la 1ère partie du baccalauréat. Il commence son noviciat à Martigné-Ferchaud en Ille-et-Vilaine et le finit à Chanly en Belgique en prononçant le 28 juillet 1946, le serment qui le fait membre de la SMA. Il rejoint par la suite le grand séminaire du « 150 » à Lyon,.

### Ordination et nomination
Patient Redois est ordonné prêtre le 9 février 1950. Quatre ans plus tard, il est envoyé dans le nord du Dahomey à Djougou. En 1964, il est nommé 1er évêque du nouveau diocèse de Natitingou. Le 7 mai 1964, à Nantes, il est ordonné évêque par Villepellet. A son arrivée à  Natitingou comme nouvel évêque, il trouve 6 paroisses.Il en fonde 13 de plus de 1965 à 1971,,,,.
A la démission de Van den Bronk ,Patient Redois est nommé administrateur apostolique de Parakou du 29 septembre 1975 au 20 avril 1976, date à laquelle un évêque Nestor Assogba est nommé à Parakou,.
Il tente de démissionner en 1979 mais sa demande n'est pas acceptée. Après une seconde tentative en 20 mai 1982, il voit sa démission acceptée le 25 janvier 1983. Il est remplacé par  Nicolas Okioh. Il quitte définitivement l’Afrique en février 1984,.

## Mort
Patient Redois meurt accidentellement par noyade le 7 juin 1993.